# Jean d'Aurian
Pierre Emmanuel Marie Pérusat, dit Jean d'Aurian ou Jean d'O, est un illustrateur et caricaturiste français né le 19 décembre 1870 à Bordeaux où il est mort le 3 novembre 1928.

## Biographie
Jean d'Aurian a publié ses premières œuvres dans La Petite Caricature, Le Petit Bleu, Le Rire et Le Pêle-Mêle à partir de 1898.
Au cours des deux décennies suivantes, il est présent dans Le Petit Illustré amusant, Le Bon Vivant, Le Charivari, La Vie en culotte rouge, Mes Cartes postales, American illustré et l'Almanach Vermot.
Illustrateur animalier, il exerça son grand talent pour des magazines comme Surprise, La Jeunesse moderne, Le Petit Journal illustré de la jeunesse, Jeudi de la jeunesse, La Semaine de Suzette, Diabolo journal et Le Bon Point amusant. En 1923, il publie Fanfoué pour les pages dimanche de Le Messager. Il faisait partie du collectif d'artistes qui a produit Les Bêtes s'amusent aux éditions Mama en 1931.

### Famille
Il épouse à Bordeaux en 1893 Marie Bergés de laquelle il divorce en 1895. Puis, le 30 novembre 1905, il épouse en secondes noces Angèle Louise Bauzail à Paris 4e dont il divorce en octobre 1926.
Au mariage de sa fille Suzanne Fernande Pérusat le 23 octobre 1930 dans le 17e arrondissement de Paris, il est mentionné qu'il est décédé.